# Paysage avec Apollon gardant les troupeaux d'Admète et Mercure les lui volant
Paysage avec Apollon gardant les troupeaux d’Admète et Mercure les lui volant, aussi connu simplement comme Paysage avec Apollon et Mercure, est une peinture à l'huile sur toile réalisée en 1654 par le peintre français du baroque Claude Lorrain. Elle est conservée à Holkham Hall (Norfolk), résidence de Thomas Coke (1er comte de Leicester, 1697-1759), qui l'a acquis en 1750.

## Historique de l'œuvre

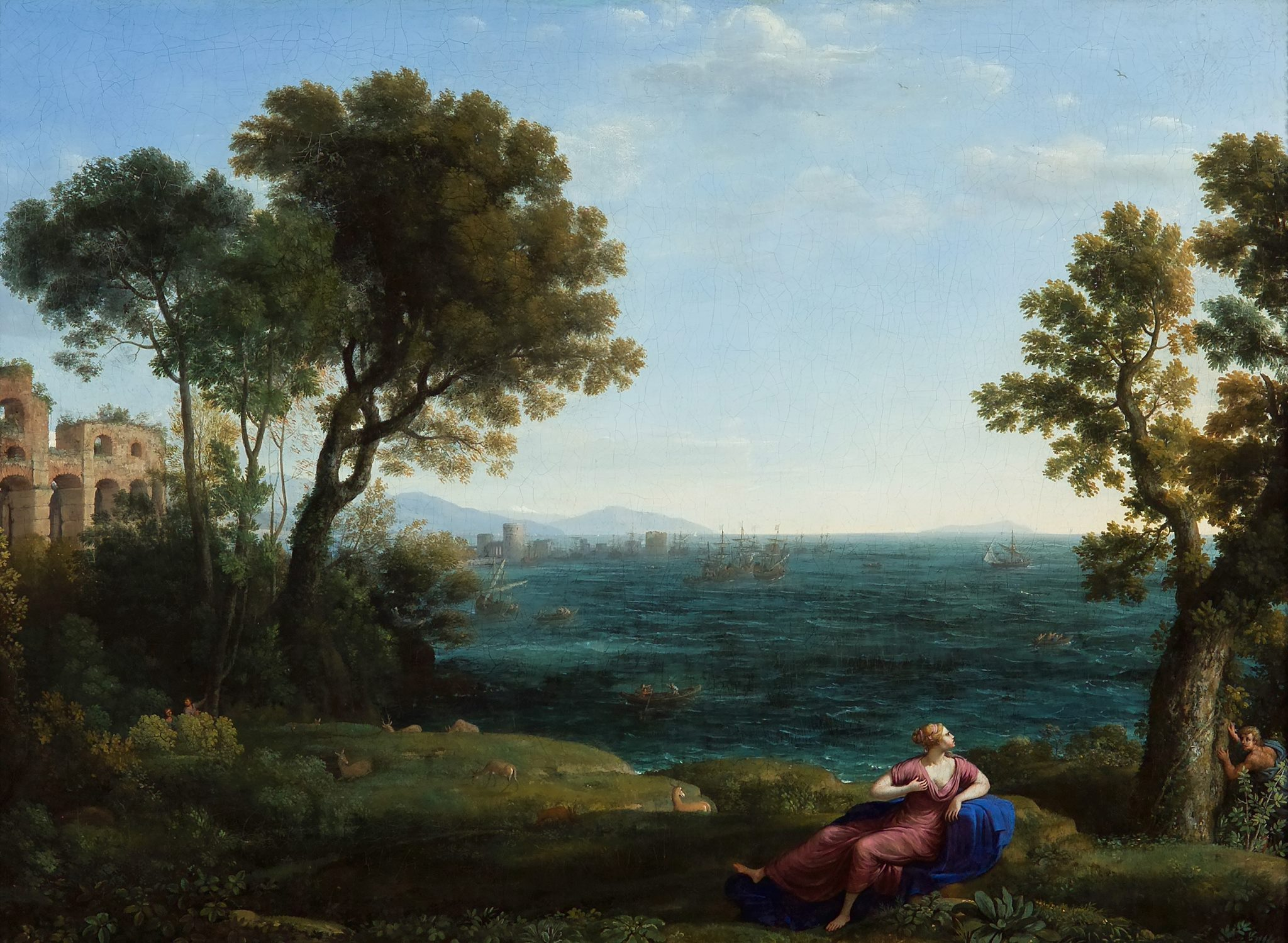
Arianne et Bacchus à Naxos, son pendant, 1656, Arnot Art Museum.

Claude Lorrain est un peintre français établi en Italie. Appartenant à la période de l’art baroque, il s’inscrit dans le courant du classicisme français, dans lequel il excelle dans la peinture de paysage. Dans son œuvre, il reflète un nouveau concept dans l’élaboration du paysage en se basant sur des références classiques, le « paysage idéal », qui met en évidence une conception idéale de la nature et du monde intérieur de l’artiste. Cette façon de traiter le paysage lui donne un caractère plus élaboré et intellectuel et devient l’objet principal de la création de l’artiste, de la mise en forme de sa conception du monde, de son interprétation de sa poésie, qui évoque un espace idéal et parfait.
Cette œuvre a été réalisée pour le chevalier romain Francesco Alberini, selon une inscription sur le Liber Veritatis, le cahier de dessins où Claude notait toutes ses œuvres pour éviter les falsifications.
Elle est le pendant de Arianne et Bacchus à Naxos (1656, Arnot Art Museum, Elmira (New York)).
Le tableau est acheté en 1750 par Thomas Coke, premier comte de Leicester, qui l’accroche dans sa résidence de Holkham Hall (Norfolk), où il se trouve encore. Cet aristocrate, nommé directeur général de la Poste en 1733, est un grand collectionneur d’art italien : il a voyagé en Italie entre 1712 et 1718, dans ce qui est alors appelé le Grand Tour et a rassemblé un grand nombre d’œuvres d’art dans sa résidence du comté de Norfolk. Entre autres œuvres, il achète en 1717 un manuscrit de Léonard de Vinci connu sous le nom de Codex Leicester, lequel a été acheté en 1994 par Bill Gates pour 19 millions de livres. D’autres œuvres de Lorrain sont conservées à Holkham comme Paysage avec bergers (1630-1635), Paysage avec Argos gardant Io (1644), Paysage avec le supplice de Marsyas (1645), Paysage avec bergers (1646), Paysage avec Esther entrant dans le palais d’Assuérus (1659), Paysage avec Hermine et les bergers (1666), Marine avec Persée et l’origine du corail (1673) et Paysage avec le repos pendant la fuite en Égypte (1676).
La toile a des traces d’une signature effacée et l’inscription Roma 1654. Cette œuvre figure sous le numéro 135 dans le Liber Veritatis.

## Sujet
Le sujet représenté est le vol des troupeaux d’Apollon par Mercure. Selon la mythologie gréco-romaine, après avoir tué les cyclopes, Apollon est forcé par Jupiter de devenir berger ; il devient le gardien des troupeaux du roi Admète. Par sa négligence, Mercure, messager des dieux, les lui volent. Apollon ne retrouve sa place parmi les divinités olympiennes que lorsque Jupiter ordonne à Mercure de les lui rendre. Claude peint plusieurs tableaux sur ce thème, dont Paysage avec Apollon gardant les troupeaux d’Admète et Mercure les volant (1645, Galerie Doria-Pamphilj, Rome).

## Description et analyse
Ce paysage appartient à la période de maturité de l’artiste. À partir de 1650, Claude dérive vers un style plus serein, plus classique, avec une influence plus forte du Dominiquin. Le paysage s’inspire de plus en plus de la campagne romaine et utilise des tailles plus monumentales, avec un caractère plus scénographique et une composition plus complexe et élaborée.
Le paysage domine la quasi-totalité de la composition, une image typique de la campagne romaine que Claude a l’habitude de représenter dans ses œuvres. Le thème représenté n’est qu’un prétexte pour situer des figures humaines dans le paysage représenté, qui est le véritable intérêt de l'artiste, quelque chose d’habituel dans sa production picturale. Au bas du tableau, Apollon joue du violon, à côté de plusieurs bêtes éparpillées sur le terrain. Derrière lui, un pont traverse un ruisseau, sur lequel se trouve Mercure conduisant les troupeaux qu’il a volés à Apollon. Au centre se dressent de grands arbres majestueux, derrière lesquels on aperçoit une ville à l’architecture classique. Plus au fond et à droite, des montagnes s'élèvent derrière une rivière ; le ciel au fond est couvert de nuages.
Aux pieds d’Apollon se trouve une lyre, un instrument de musique que Mercure a inventé pour l'offrir à Apollon comme gage de paix après avoir volé ses troupeaux. Sa présence au moment où Mercure vole les troupeaux est anachronique et montre le peu d’intérêt que Claude porte à la représentation des personnes et des objets, toujours concentré sur le paysage.
Certains détails de la composition sont similaires à une autre œuvre de Claude réalisée la même année, Paysage avec Jacob, Laban et ses filles (Petworth House, Petworth, West Sussex).

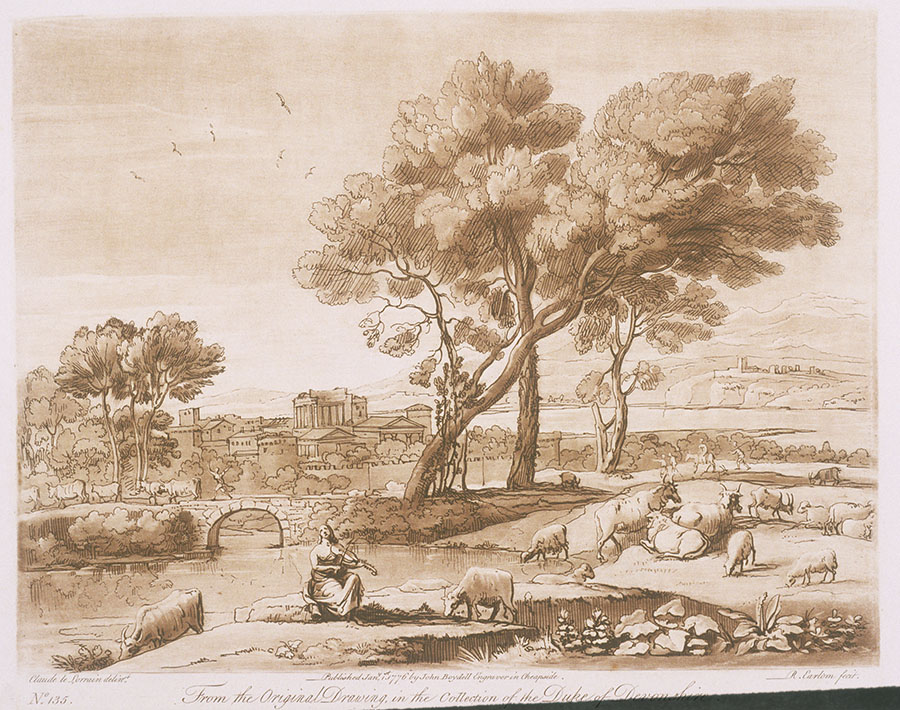
Dessin 135 du Liber Veritatis  correspondant à ce tableau.
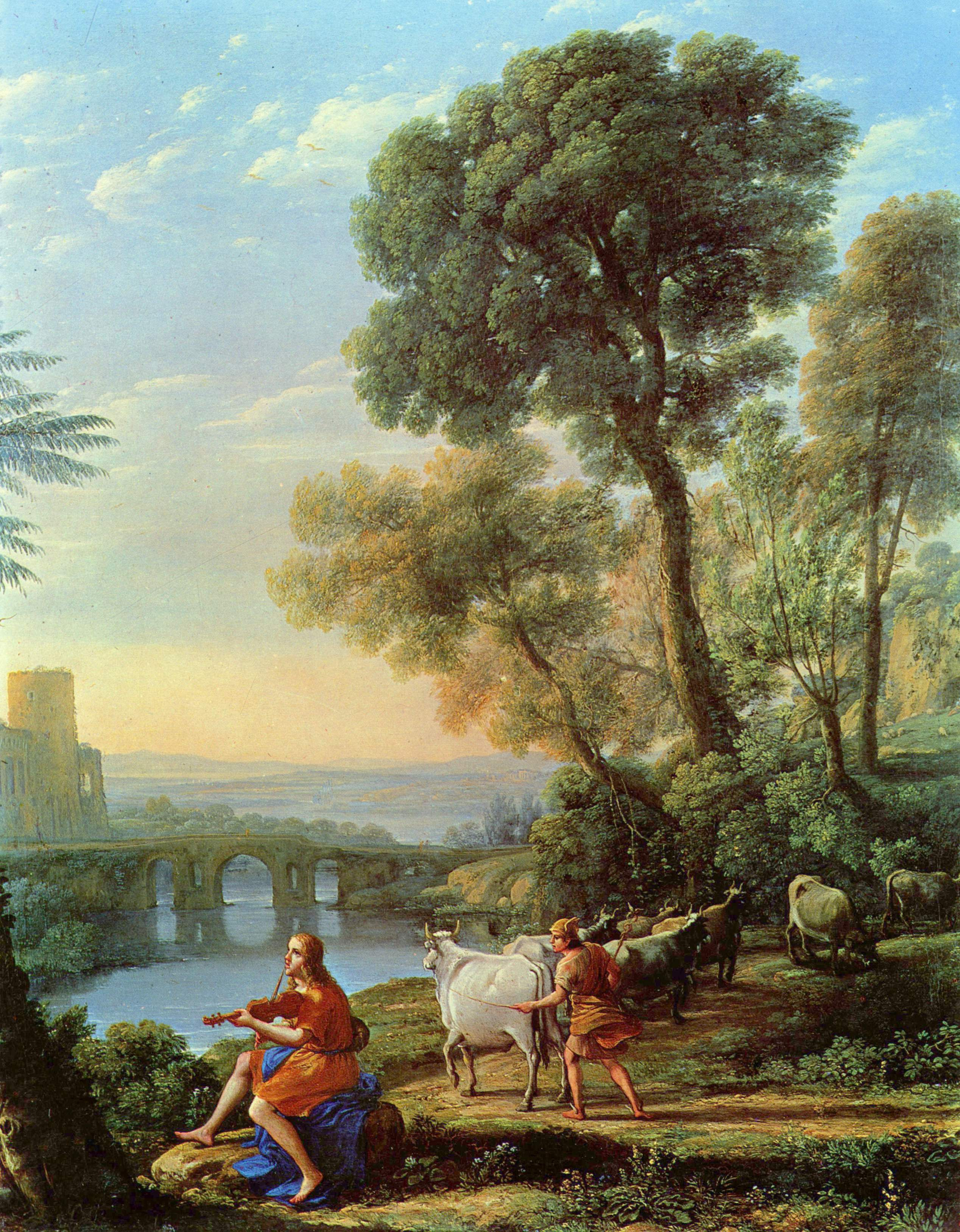
Paysage avec Apollon gardant les troupeaux d’Admète et Mercure les volant, 1645, Galerie Doria-Pamphilj, Rome.
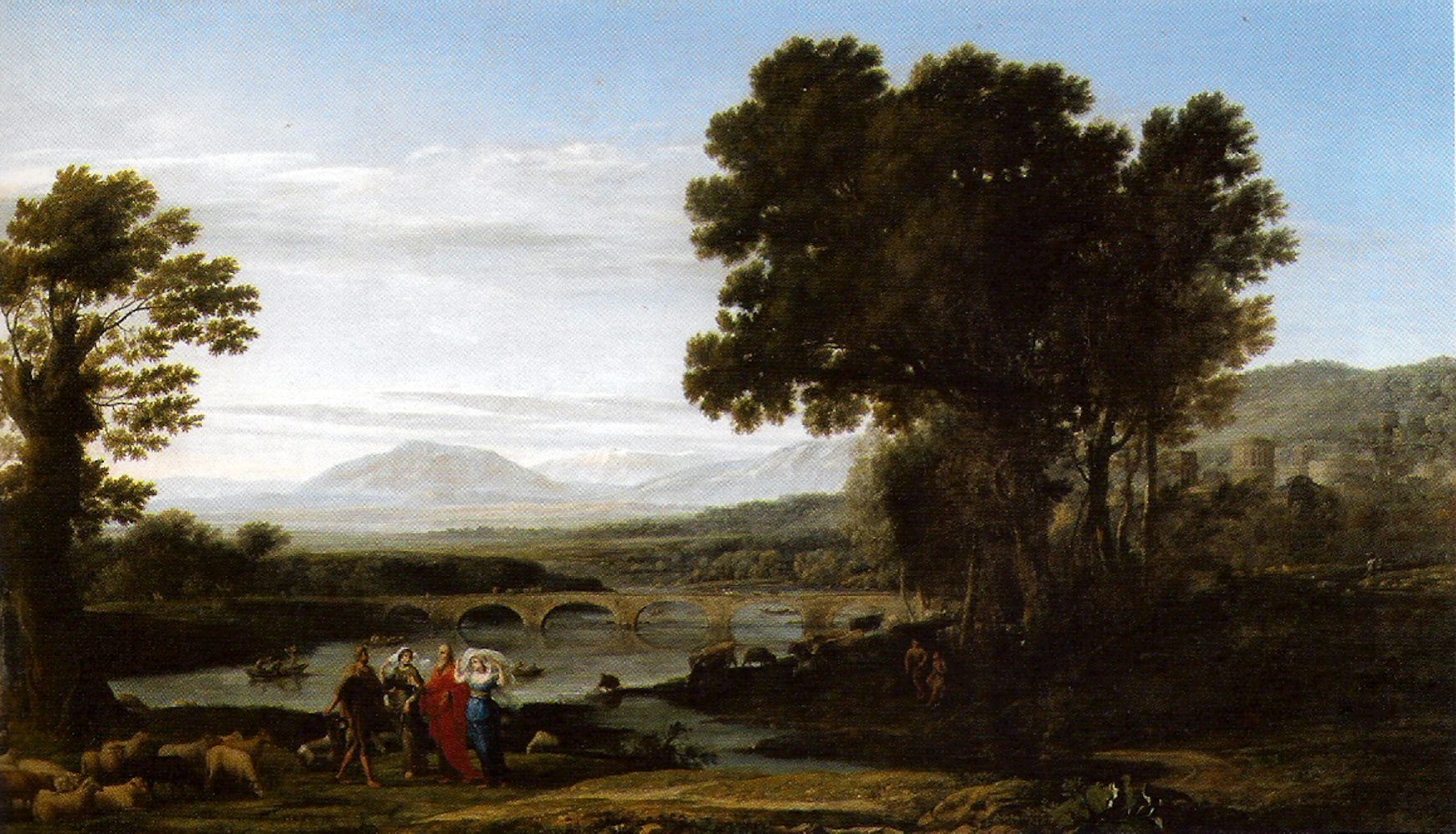
Paysage avec Jacob, Laban et ses filles, Petworth House.